# 刑事長
『刑事長』（でかちょう）は、姉小路祐による推理小説シリーズ、およびそれを原作としたテレビドラマ。

## 書誌情報
- 刑事長（1992年8月 講談社ノベルス / 1995年7月 講談社文庫）
- 刑事長 四の告発（1993年4月 講談社ノベルス / 1996年11月 講談社文庫）
- 刑事長 越権捜査（1993年11月 講談社ノベルス / 1998年7月 講談社文庫）
- 刑事長 殉職（1994年4月 講談社ノベルス / 1997年12月 講談社文庫）

## テレビドラマ
2013年から2014年までテレビ東京・BSジャパン共同制作「水曜ミステリー9」で放送されたシリーズ。全2回。主演は中村雅俊と石黒英雄。

### キャスト

#### 警視庁捜査一課
岩切鍛治
演 - 中村雅俊
巡査部長。叩き上げのベテラン刑事で「デカ長」と呼ばれている。単独捜査で警視総監賞8回、刑事部長賞5回受賞。
川喜多良一
演 - 石黒英雄
新米刑事。岩切の部下。緊張するとトイレが近くなる。原作の「殉職」ラストで殉職。
鳥居理香
演 - 加藤夏希
巡査。似顔絵が得意。
矢敷信夫
演 - 川﨑麻世
警部。鍛治の上司。鍛治は警察学校の先輩で憧れの存在だった。

#### 岩切の親族
岩切康司
演 - 鳥羽潤（少年期：石井蒼月）
鍛治と由紀子の息子。東大を卒業後検察庁に入庁したキャリア。家を出て鍛治とは絶縁状態。由紀子がひき逃げに遭って以降警察を嫌っている。
岩切小百合
演 - 黒川智花（幼少期：小泉彩）
鍛治と由紀子の娘。現在は鍛治と二人暮らし。小料理「ふみ」の手伝いをしている。
岩切由紀子
演 - 小林綾子
鍛治の妻。康司が子供の頃、康司を追いかけ道路に飛び出しひき逃げされ死亡。
安永ふみ
演 - 淡路恵子（第1作）、水野久美（第2作）
小料理「ふみ」の女将。由紀子の母。

#### ゲスト
第1作「現場一筋の男が挑む血の迷宮殺人トリック 疑惑写真密売に巨悪の影！執念の逆転捜査」（2013年4月10日）
- 藤見雄三（警視庁目黒中央警察署 副署長） - 国広富之
- 貴船秀彦（警視庁目黒中央警察署 新任署長・警視） - 萬雅之
- 尾口寿志（アイビス貿易 社長・奈緒美の常連客） - 永倉大輔
- 白井幸男（バー「TARU」経営者・偽名「山本」） - 榊原利彦
- 岡村三千代（目黒区立第二小学校 教諭） - 羽田圭子
- 北田敏雄（警視庁 監察室長） - 並樹史朗
- 山中光夫（警視庁目黒中央警察署 交通課長） - 松澤仁晶
- 北崎奈緒美（クラブホステス） - 近藤未来
- 三善（フリージャーナリスト） - 西山宏幸
- 野中（PUB「NEW・DESIRE」店長） - 村上新悟
- 富岡正和（警視庁 警務部長） - 津村和幸
- 松島京子（奈緒美が働くクラブのママ） - 実由
- タクシードライバー - 高崎隆二
- ショップ店員 - 真砂豪
- 記者 - 湯川尚樹
- 江野卓男（警視庁目黒中央警察署 刑事） - 綿引勝彦

第2作「退職覚悟の越権捜査VSエリート銀行マンの宣戦布告！雷雨の夜…遺体が2度骨折？完全犯罪崩す1枚の写真」（2014年）
- 稲垣辰治（3か月前失踪） - 新井康弘
- 岸本昭（ニューハピネス 社長） - 長谷川公彦
- 田野倉栄二（フリージャーナリスト） - 草野康太
- 稲垣咲子（稲垣の娘・康司の知り合い） - 高部あい
- 松居朱美（ホステス） - 土肥美緒
- 那須政彦（行員・副頭取の娘婿） - 藤沢大悟
- 朝井優奈（ホステス） - 和泉佑三子
- 頭取の娘 - 津留崎夏子
- 有本真央（大学生） - 由月杏奈
- 粟津武（参事官） - 風間トオル
- 所轄の刑事 - 小池真吾
- チンピラ - 山科亨
- 万堂道夫（東洋銀行四ツ谷支店 支店長） - 佐野史郎

### スタッフ
- 原作 - 姉小路祐
- 脚本 - 田中江里夏
- 監督 - 金佑彦
- 選曲 - 合田麻衣子
- 殺陣 - 深作覚
- 技術協力 - ビデオフォーカス
- 美術協力 - テレビ朝日クリエイト、京映アーツ
- プロデュース - 阿部真士、吉田由二
- 製作 - テレビ東京、BSジャパン、スイートベイジル

### 放送日程
| 話数 | 放送日        | サブタイトル                                                                                   | 原作                | 脚本       | 監督   | 視聴率 |
| ---- | ------------- | ---------------------------------------------------------------------------------------------- | ------------------- | ---------- | ------ | ------ |
| 1    | 2013年4月10日 | 現場一筋の男が挑む血の迷宮殺人トリック 疑惑写真密売に巨悪の影！執念の逆転捜査                  | 「刑事長」          | 田中江里夏 | 金佑彦 | 7.8%   |
| 2    | 2014年5月14日 | 退職覚悟の越権捜査VSエリート銀行マンの宣戦布告！ 雷雨の夜…遺体が2度骨折？完全犯罪崩す1枚の写真 | 「刑事長 越権捜査」 | 田中江里夏 | 金佑彦 | 5.8%   |

- 視聴率はビデオリサーチ調べ、関東地区・世帯